# Râca
Râca is een Roemeense gemeente in het district Argeș.
Râca telt 1425 inwoners.